# Stazione di Ceprano-Falvaterra
La stazione di Ceprano-Falvaterra è una stazione ferroviaria posta sulla linea Roma-Napoli via Cassino. È gestita da RFI, ed è stata costruita per servire i comuni di Ceprano e Falvaterra, quest'ultimo piccolo paese arroccato su di uno sperone roccioso che domina la sottostante vallata dove confluiscono i fiumi Liri e Sacco.

## Storia
La stazione è stata inaugurata nel 1863, in occasione dell'apertura del tronco Ceprano-Tora.

## Strutture e impianti
Il fabbricato viaggiatori si compone di due livelli ma soltanto il piano terra è aperto al pubblico. L'edificio è in muratura ed è tinteggiato di rosso. La struttura si compone di un corpo di fabbrica centrale e due ali laterali. All’interno é presente una chiesa cattolica.
La stazione disponeva di uno scalo merci con annesso magazzino: oggi (2011) lo scalo è stato smantellato e sostituito da un parcheggio di interscambio mentre il magazzino è stato convertito a deposito. L'architettura del magazzino è molto simile a quella delle altre stazioni ferroviarie italiane.
La pianta dei fabbricati è rettangolare.
Il piazzale è composto da 3 binari. Nel dettaglio:
- binario 1 è un binario di corsa, fermano i treni con numerazione dispari;
- binario 2 è un binario di corsa, fermano i treni con numerazione pari;
- binario 3 è un binario su tracciato deviato, viene utilizzato per gli incroci e precedenze fra i treni.

Tutti i binari sono dotati di banchina, riparati da una pensilina e collegati fra loro da un sottopassaggio accessibile ai disabili.

## Movimento
Il servizio passeggeri è svolto in esclusiva da Trenitalia (controllata del gruppo Ferrovie dello Stato) per conto della Regione Lazio.
I treni che effettuano servizio in questa stazione sono di tipo Regionale.
In totale sono 54 i treni che tra feriali e festivi effettuano servizio in questa stazione. Le principali destinazioni sono: Roma Termini, Cassino e Caserta.

## Servizi
La stazione offre i seguenti servizi:
- Biglietteria automatica
- Sala d'attesa
- Bar

## Interscambi
Nel piazzale antistante il fabbricato viaggiatori c'è un ampio parcheggio di interscambio destinato alle autovetture private.
Per quanto riguarda il trasporto pubblico, nel piazzale antistante il fabbricato viaggiatori è presente una fermata autobus. Il gestore del servizio è COTRAL; le principali destinazioni degli autobus sono Arce, Falvaterra, Arpino.
- Fermata autobus